# Église Saint-Symphorien de Pouilly-en-Bassigny
L'église Saint-Symphorien est une église  située sur la commune de Le Châtelet-sur-Meuse, dans le département français de la Haute-Marne et la région Grand Est.

## Historique
L'église Saint-Symphorien est classée monument historique depuis 1913. Sa construction est principalement des XIIe et XIIIe siècles.

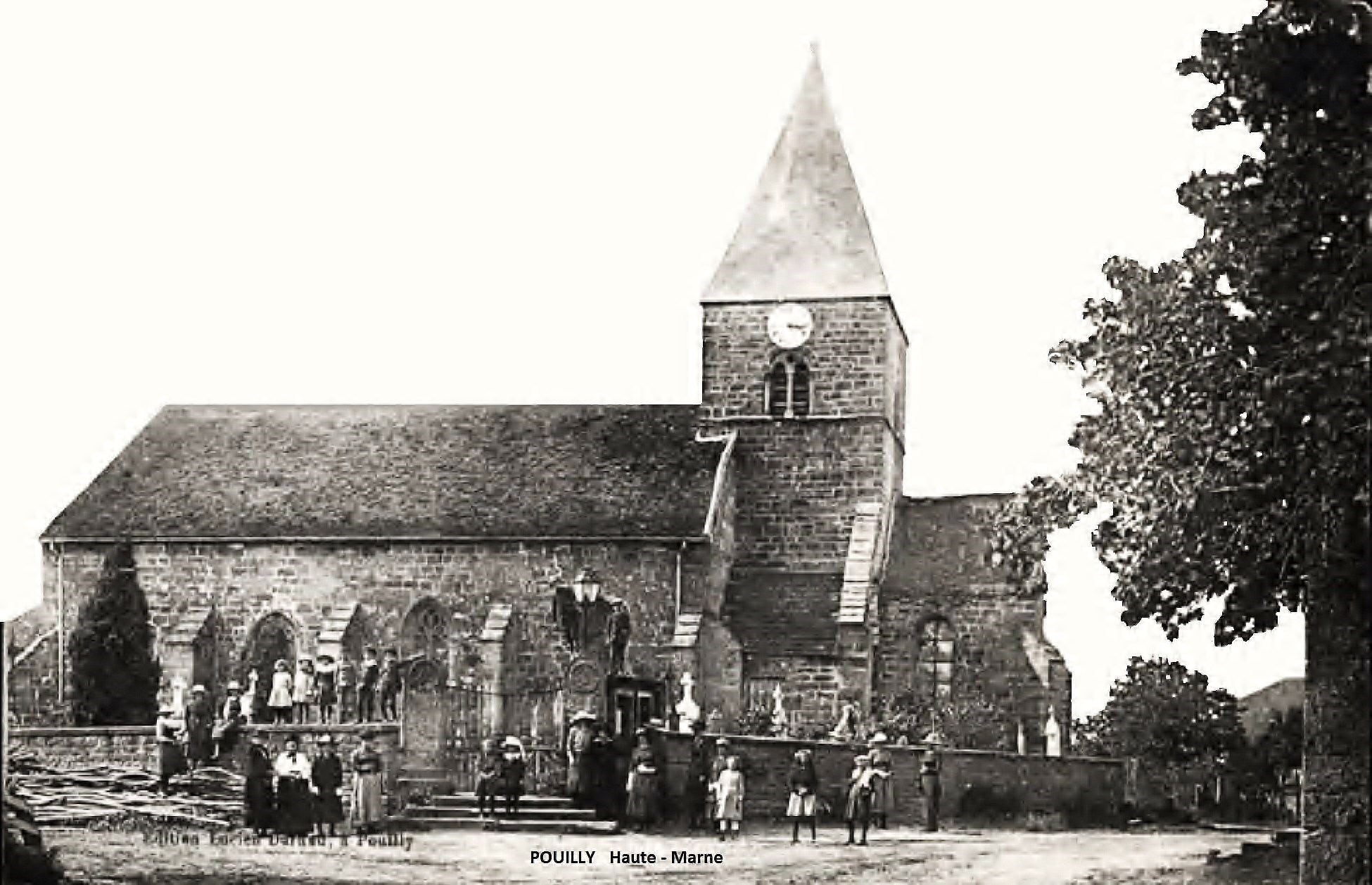
l'église de Pouilly en 1920

## Architecture
Sa nef à quatre travées est flanquée de deux collatéraux. L'entrée se fait par un porche à double pans éclairé par deux baies romanes. Son abside est à deux travées et son chevet est plat.